# Johan Vansummeren
Johan Vansummeren, född den 4 februari 1981 i Lommel, är en belgisk professionell tävlingscyklist. Han tävlar för UCI ProTour-laget Garmin-Cervélo sedan 2010, där han har en roll som hjälpryttare. Vansummeren vann Paris–Roubaix 2011.

## Karriär
Johan Vansummerens professionella karriär startade 2004, efter silvermedaljen i U23-världsmästerskapen på landsväg i Hamilton, Kanada, i det spanska cykelstallet Relax Bodysol Fuenlabrada. Efter ett år i det spanska stallet blev Vansummeren kontrakterad av det belgiska UCI ProTour-stallet Davitamon-Lotto.
Vansummeren var stagiaire, en form av lärling, med det belgiska stallet Domo-Farm Frites i slutet av 2002. Året därpå tävlade han för amatörstallet QuickStep-Davitamon-Latexco. I slutet av säsongen, under vilken han bland annat vunnit amatörloppet Liège-Bastogne-Liège, tävlade Vansummeren för Belgien i världsmästerskapen och slutade där tvåa efter den uzbekiske cyklisten Sergej Lagutin.
Han vann Zellik-Galmaarden och Omloop Het Volk för amatörer 2002 och 2006 vann han ledartröjan för bästa spurtare i Tour of Britain. Vansummeren vann den sjunde etappen av Polen runt 2007 och vann även tävlingen sammanlagt. 
Johan Vansummeren blev utsedd till den mest offensive cyklisten under etapp 11 av Tour de France 2009. Tidigare under året slutade han på femte plats på Paris–Roubaix bakom Tom Boonen, Filippo Pozzato, Thor Hushovd och Leif Hoste.
Under säsongen 2010 slutade Vansummeren på sjunde plats på Tour de France 2010s tredje etapp.
Vansummerens största seger i karriären kom när han 10 april 2011 vann endagsloppet Paris–Roubaix. Han vann tävlingen trots att han cyklade de sista 5 kilometerna på ett punkterat bakhjul.

## Kuriosa
Johan Vansummeren är en av de längsta cyklisterna i proffsklungan med sina 197 centimeter.

## Meriter

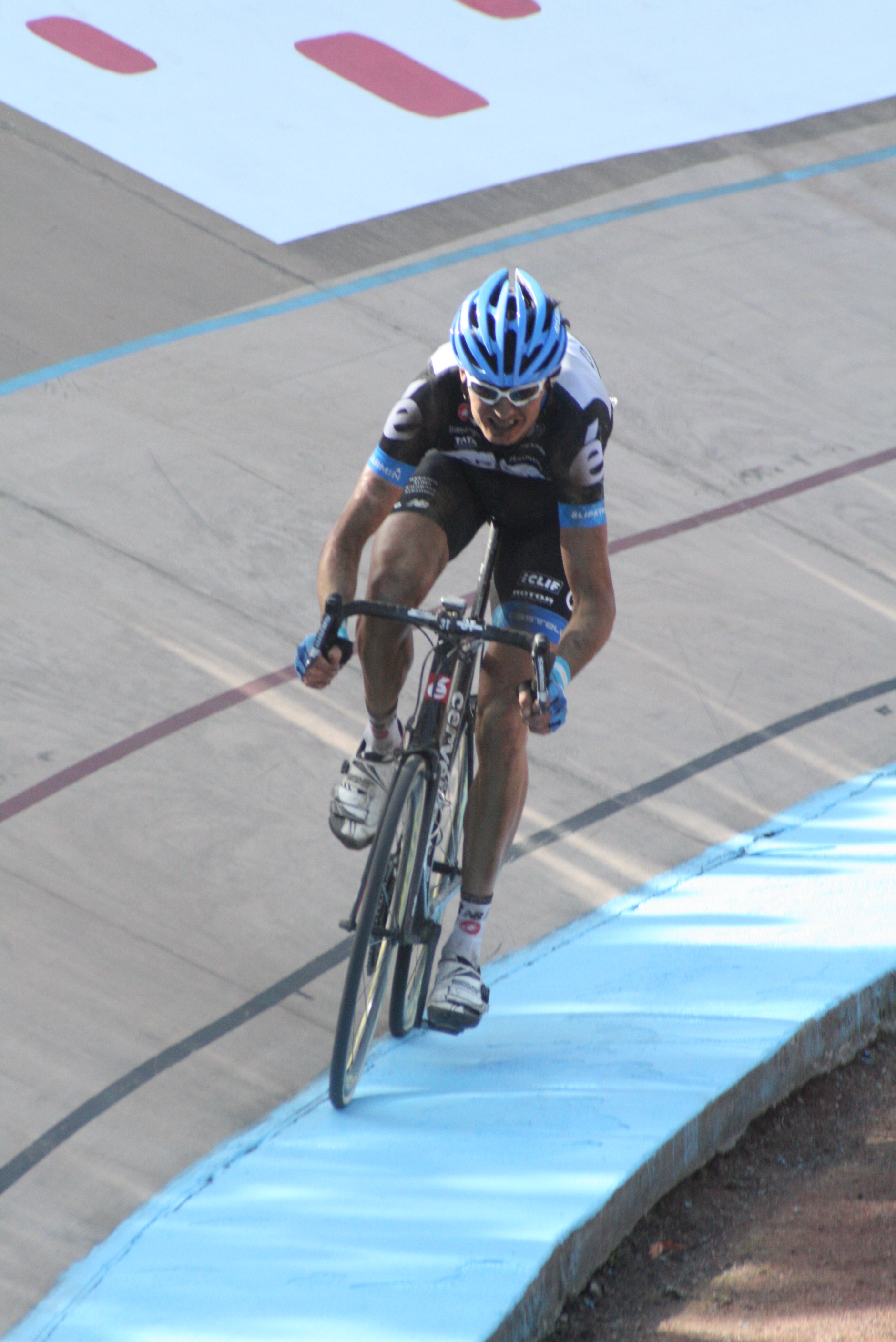
Johan Vansummeren trampar mot seger inne på velodromen i Roubaix under 2011 års Paris–Roubaix.

2002
Zellik - Galmaarden
Omloop Het Volk (U23)
2003
Liège-Bastogne-Liège (U23)
2:a, U23-världsmästerskapen
2005 – Davitamon-Lotto
2:a, Etapp 3, Tour Down Under
2006 – Davitamon-Lotto
Poängtävlingen, Tour of Britain
2007 – Predictor-Lotto
Polen runt
Etapp 7, Polen runt
2011 – Garmin-Cervélo
Paris–Roubaix

## Stall
- Domo-Farm Frites (stagiaire) 2002
- QuickStep-Davitamon-Latexco (amatör) 2003
- Relax Bodysol Fuenlabrada 2004
- Silence-Lotto 2005–2009
- Garmin-Cervélo 2010–